# Ținutul Câmpulung-Cernăuți
Ținutul Câmpulung-Cernăuți a fost o unitate administrativ-teritorială în cadrul Principatului Moldovei, format foarte târziu, din contul ținutului Sucevei, fiind amplasat pe teritoriul fostului ocol domnesc al Câmpulungului.
Ținutul Câmpulung-Cernăuți era o zonă muntoasă greu accesibilă cu numeroase cătune și atenanse, capitala fiind la Câmpulung Rusesc.

## Istorie
Deoarece ținutul nu au fost trecut în lista întocmită de domnul Dimitrie Cantemir, fiind menționat pentru prima oară în catagrafia din anii 1772-1773, rezultă că ținutul Câmpulung-Cernăuți a fost înființat a între anii 1711 și 1772, cel mai probabil cu ocazia reformei administrative efectuate de Constantin Mavrocordat în timpul celei de-a doua domnii în Moldova (1741-1743).
Totuși, Dimitrie Cantemir a notat despre țăranii din zonele Câmpulung (ținutul Suceava), Vrancea (ținutul Putnei) și Tigheci (ținutul Fălciului) că „nu sunt nobili, totuși nu ascultă de nici un boier și alcătuiesc împreună un fel de republică”. Câmpulungul este „încins de un lanț neîntrerupt de munți foarte înalți” și „cuprinde cam cinsprezece sate, care toate își au legi și judecători proprii. Uneori primesc și doi vornici trimiși de domn, dar nu rareori, dacă aceștia jignesc pe țărani, îi izgonesc, bizuindu-se pe acele mijloace de apărare pe care li le-a dat natura [...]. Plătesc un bir anual, nu cât vrea domnul, ci cât făgăduiseră ei domnitorului mai înainte, și această învoială o reînnoiesc prin trimișii lor ori de câte ori Moldova capătă un domn nou. Dacă domnul ar vrea să se poarte mai aspru cu ei și să le impună poveri noi, nu stau mult la tocmeală ci, refuzând cu totul birul, se retrag în văgăunile munților, de aceea niciodată domnitorii nu le cer mai mult decât trebuie.”
În 1772, ținutul Câmpulung-Cernăuți era alcătuit din 2 ocoale: ocolul Câmpulungului unde au fost numărate 6 sate și 458 de curți (familii) și Ocolul Putilei - cu 4 sate și 544 de curți (familii). 

## Localități
La recensământul din 1772, în ținutul Câmpulung-Cernăuți au fost înregistrate următoarele localități:
Ocolul Câmpulungului:
Vatra Câmpulungului, Iablonița, Câmpulung, Stebnici, Răstoacili, Zaharancea.
Ocolul Putilei:
Vatra Putilei, Gura Putilei, Plosca, Maranici.